# Trojan (máy tính)
Trojan horse, tiếng Anh của Ngựa Troia, là một loại phần mềm ác tính. Không giống như virus, nó không có chức năng tự sao chép nhưng lại có chức năng hủy hoại tương tự virus. Một trong những thứ giăng bẫy của Ngựa Troia là nó tự nhận là giúp cho máy của thân chủ chống lại các virus nhưng thay vì làm vậy nó quay ra đem virus vào máy.
Chữ Ngựa Troia xuất phát điển tích nổi tiếng con ngựa thành Troia trong thần thoại Hy Lạp. Trong điển tích đó, người Hy Lạp đã giả vờ để quên một con ngựa gỗ khổng lồ khi họ rút khỏi chiến trường. Trong bụng con ngựa gỗ này có nhiều chiến binh Hy Lạp ẩn náu. Người Troia tưởng rằng mình có được một chiến lợi phẩm và kéo con ngựa gỗ này vào thành. Đến đêm thì các chiến binh Hy Lạp chui ra khỏi bụng con ngựa này để mở cửa thành giúp quân Hy Lạp vào chiếm thành.

## Đặc điểm
- Trojan horse là chương trình máy tính thường ẩn mình dưới dạng một chương trình hữu ích và có những chức năng mong muốn, hay ít nhất chúng trông như có các tính năng này. Một cách bí mật, nó lại tiến hành các thao tác khác không mong muốn. Những chức năng mong muốn chỉ là phần bề mặt giả tạo nhằm che giấu cho các thao tác này.
- Trong thực tế, nhiều Trojan horse chứa đựng các phần mềm gián điệp nhằm cho phép máy tính thân chủ bị điều khiển từ xa qua hệ thống mạng.
- Khác nhau căn bản với virus máy tính là Trojan Horse về mặt kỹ thuật chỉ là một phần mềm thông thường và không có ý nghĩa tự lan truyền. Các chương trình này chỉ lừa người dùng để tiến hành các thao tác khác mà thân chủ sẽ không tự nguyện cho phép tiến hành. Ngày nay, các Trojan horse đã được thêm vào đó các chức năng tự phân tán. Điều này đẩy khái niệm Trojan horse đến gần với khái niệm virus và chúng trở thành khó phân biệt.

## Các ví dụ
- Ví dụ đơn giản của một Trojan horse là một chương trình mang tên "SEXY.EXE" được đăng trên một trang Web với hứa hẹn của "ảnh hấp dẫn". Nhưng khi chạy, chương trình này lại xoá tất cả tệp trong máy tính và hiển thị các câu trêu chọc.
- Một ví dụ mẫu về Trojan horse có ở "www.freewebs.com/em_ce_do/doctor.exe". Chương trình này sẽ tự động tắt máy khi chạy và sẽ tự chép phiên bản vào thư mục "StartUp" và như vậy máy sẽ tự động tắt ngay lập tức mỗi lần máy được khởi động. Con Trojan horse này sẽ tự hủy sau một giờ hoạt động hay có thể được xóa bỏ bằng cách khởi động vào chế độ chờ lệnh (command prompt) và từ đó xóa tệp này bằng lệnh xóa. Chương trình này chỉ chạy được trên Windows XP.

## Một số thủ thuật của Trojan horse
- Trên các máy Microsoft Windows, người tấn công có thể đính kèm một Trojan horse vào một cái tên có vẻ lương thiện vào trong một thư điện tử với việc khuyến dụ người đọc mở đính kèm ra. Trojan horse thường là các tệp khả thi trên Windows và do đó sẽ có các đuôi như là.exe,.com,.scr,.bat, hay.pif. Trong nhiều ứng dụng của Windows đã có cấu hình mặc định không cho phép hiển thị các đuôi này. Do đó, nếu một Trojan horse có tên chẳng hạn là "Readme.txt.exe" thì tệp này sẽ hiển thị một cách mặc định thành "Readme.txt" và nó sẽ đánh lừa người dùng rằng đây chỉ là một loại hồ sơ văn bản không thể gây hại.
- Các biểu tượng cũng có thể được gán với các loại tệp khác nhau và có thể được đính kèm vào thư điện tử. Khi người dùng mở các biểu tượng này thì các Trojan horse ẩn giấu sẽ tiến hành những tác hại bất ngờ. Hiện nay, các Trojan horse không chỉ xoá các tệp, bí mật điều chỉnh cấu hình của máy tính bị nhiễm mà còn dùng máy này như là một cơ sở để tấn công các máy khác trong mạng.
- Lợi dụng một số lỗi của trình duyệt web, chẳng hạn như Internet Explorer, để nhúng Trojan vào một trang web, khi người dùng xem trang này sẽ bị nhiễm. Người dùng nên cập nhật các bản vá lỗi thường xuyên và dùng một trình duyệt web có độ bảo mật cao như Firefox và Google chrome

## Các kiểu gây hại
Các kiểu gây hại rất nhiều điển hình bao gồm
- Xoá hay viết lại các dữ liệu trên máy tính
- Làm hỏng chức năng của các tệp
- Lây nhiễm các phần mềm ác tính khác như là virus
- Cài đặt mạng để máy có thể bị điều khiển bởi máy khác hay dùng máy nhiễm để gửi thư nhũng lạm
- Đọc lén các thông tin cần thiết và gửi báo cáo đến nơi khác (xem thêm phần mềm gián điệp)
- Ăn cắp thông tin như là mật khẩu và số thẻ tín dụng
- Đọc các chi tiết tài khoản ngân hàng và dùng vào các mục tiêu phạm tội
- Cài đặt lén các phần mềm chưa được cho phép

## Cách phòng chống
- Cách hữu hiệu nhất là đừng bao giờ mở các đính kèm được gửi đến một cách bất ngờ. Khi các đính kèm không được mở ra thì Trojan horse cũng không thể hoạt động. Cẩn thận với ngay cả các thư điện tử gửi từ các địa chỉ quen biết. Trong trường hợp biết chắc là có đính kèm từ nơi gửi quen biết thì vẫn cần phải thử lại bằng các chương trình chống virus trước khi mở nó. Các tệp tải về từ các dịch vụ chia sẻ tệp như là Kazaa hay Gnutella rất đáng nghi ngờ, bao gồm các phần mềm hack/crack của một ứng dụng bản quyền hay game,... vì các dịch vụ này thường bị dùng như là chỗ để lan truyền Trojan horse.